# 诸葛宇杰
诸葛宇杰（1971年5月20日—），男，汉族，上海人。1992年8月参加工作，1992年6月加入中国共产党，在职大学学历，工商管理硕士。曾任中共上海市委副书记、市委秘书长、政法委书记；现任中共湖北省委副书记，中共第二十届中央候补委员。

## 生平

### 上海
曾历任上海港务工程公司第四工程处施工员、主任助理、副主任、第四分公司经理；上海港务工程公司总经理助理兼第四分公司经理；上海港务工程公司副总经理。1999年7月，任上海港务工程公司总经理、党委书记。期间于2000年毕业于天津大学投资经济专业（函授）。他在2001年进入上海交通大学安泰经济与管理学院攻读工商管理硕士。2004年4月，获评“上海市劳动模范”。2005年11月，任上海洋山同盛港口建设有限公司总经理、党委副书记，上海同盛投资（集团）有限公司副总裁兼洋山同盛港口建设有限公司总经理。2009年2月，任中共上海市普陀区委常委、副区长。2011年2月，任上海国际港务（集团）股份有限公司党委副书记、总裁。
2013年4月，任中共上海市杨浦区委副书记、代区长（2013年7月当选区长）。2015年1月，任中共上海市杨浦区委书记。2016年7月，任中共上海市委副秘书长、办公厅主任。2017年4月，任中共上海市委秘书长、办公厅主任，市级机关工作党委书记。2017年5月，任中共上海市委常委、秘书长、办公厅主任，市市级机关工作党委书记，成为韩正和李强两任市委书记的政治秘书。
2022年3月26日，任中共上海市委副书记，是首位“70后”省级党委副书记；同年5月，兼任市委政法委书记。2022年10月22日，诸葛宇杰在中共二十大上当选为中共中央候补委员。

### 湖北
2023年3月2日，调任中共湖北省委副书记，从政生涯首次离开家乡上海工作。

## 評論
2022年10月，诸葛宇杰獲《华尔街日报》文章點名選爲中國共產黨五大「政治新星」之一，被指有可能接班习近平而接任最高領導人，但其在随后的二十大中没有当选中央委员而是候补委员（当选中央委员的最年轻者为出生于1969年8月的现任北京市长殷勇）。